# Richard Dafforne
Richard Dafforne (Northampton, Engeland, einde van de 16e eeuw - ?) was een Engels en Nederlands schrijver van boeken over accountancy en de Nederlandse taal. Met deze tweede categorie boeken oefende hij invloed uit op de ontwikkeling van de Nederlandse taal in de 17e eeuw.
Dafforne vertrok om onduidelijke redenen van Engeland naar Nederland en leerde in Amsterdam de Nederlandse taal. Hij werd in diezelfde stad boekhouder en ook schoolmeester, en in die rol bracht hij verschillende studies over de grammatica uit. In 1627 bracht hij een spellingboek uit; Grammatica ofte Leez-leerlings Steunsel. Hierin verzet hij zich, net zoals de grammaticus en tijdgenoot Christiaen van Heule, tegen het ver doorvoeren van gelijkvormigheid in de spelling. Verder pleit Dafforne in zijn werk onder andere voor een dubbele-klinker-spelling in open lettergrepen.
In 1630 keerde hij terug naar Engeland, Londen. Hier publiceerde hij in 1635 een werk waarin hij de boekhoud-kennis die hij opdeed in Nederland naar voren bracht; The Merchants Mirrour, or directions for the perfect ordering and keeping of his accounts formed by way of Debitor and Creditor. Het werk werd in 1636, 1651 en 1660 opnieuw uitgegeven.